# Eppendorf
Eppendorf ist eine deutsche Gemeinde im sächsischen Landkreis Mittelsachsen.
Überregional bekannt ist Eppendorf durch eine der größten Dorfkirchen Sachsens.

## Geographie
Die Gemeinde Eppendorf liegt im unteren Erzgebirge, etwa 20 Kilometer östlich von Chemnitz und 15 Kilometer südwestlich von Freiberg. Eppendorf erstreckt sich entlang der Großen Lößnitz, einem Nebenfluss der Flöha.
Typisch für das Gebiet sind die langgezogenen Siedlungen, die oft Bachläufen folgen, sowie die ausgedehnten Felder und Weiden auf den Hochflächen zwischen den Flusstälern. Das Gemeindegebiet ist von landwirtschaftlichen Flächen geprägt, nur im Nordwesten findet sich ein etwa 100 ha umfassender Forst. Größere Wälder befinden sich an den Ortsgrenzen auf Borstendorfer und Leubsdorfer Flur. Im Südosten der Gemeinde wird mit der Waltersdorfer Höhe (590 m ü. NN) der höchste Punkt erreicht.

### Nachbargemeinden
| Oederan       |                                             | Brand-Erbisdorf   |
| Leubsdorf     | Kompassrose, die auf Nachbargemeinden zeigt | Großhartmannsdorf |
| Grünhainichen | Pockau-Lengefeld                            |                   |

### Gemeindegliederung
Neben Eppendorf gehören die ehemals selbständigen Gemeinden Kleinhartmannsdorf (Eingliederung am 1. Oktober 1995) und Großwaltersdorf (Eingliederung am 1. Oktober 1998) zur Gemeinde.

## Geschichte
Im 13. Jahrhundert entstanden Eppendorf und Ebersbach (heute mit Eppendorf verschmolzen) durch Kolonisten planmäßig als Waldhufendörfer. Schriftlich taucht Eppendorf erstmals 1336 bei der Verpfändung des Schlosses Schellenberg durch den Markgrafen Friedrich von Meißen an Vogt Heinrich II., den Älteren auf. Kleinhartmannsdorf wurde 1376, Großwaltersdorf 1378 erstmals urkundlich erwähnt.
Um 1560 ließ Kurfürst August ein Jagdschlösschen mit Rittergut und Vorwerk in Eppendorf errichten. Vom kleinen Schloss sind heute kaum noch Spuren zu finden, das Gut kam in den Besitz des Erbgerichtes. Seit 1590 gehörte der Ort zum Amt Augustusburg.
Bis Ende des 19. Jahrhunderts waren die Bewohner vorwiegend in der Landwirtschaft tätig. Die mittelmäßige Bodenqualität und Wildschäden führten früher mitunter zu Missernten und in deren Folge zu Hungersnöten. Eppendorf und seine Umgebung wurden auch von den Hussitenkriegen, dem Dreißigjährigen Krieg und Pestepidemien nicht verschont.
1551 zählte man in Eppendorf
- 60 besessene Männer
- 12 Gärtner
- 19 Häusler und
- 57 „Inwohner“ (grundbesitzlose Mitbewohner, Knechte und Mägde).

In Eppendorf, wie auch in anderen Gemeinden des unteren Erzgebirges, hielt ab Mitte des 19. Jahrhunderts die Industrialisierung Einzug. Die ersten Fabriken produzierten Spielwaren. 1891 wurde die Schuhfabrik Haug und Leonhardt gegründet.

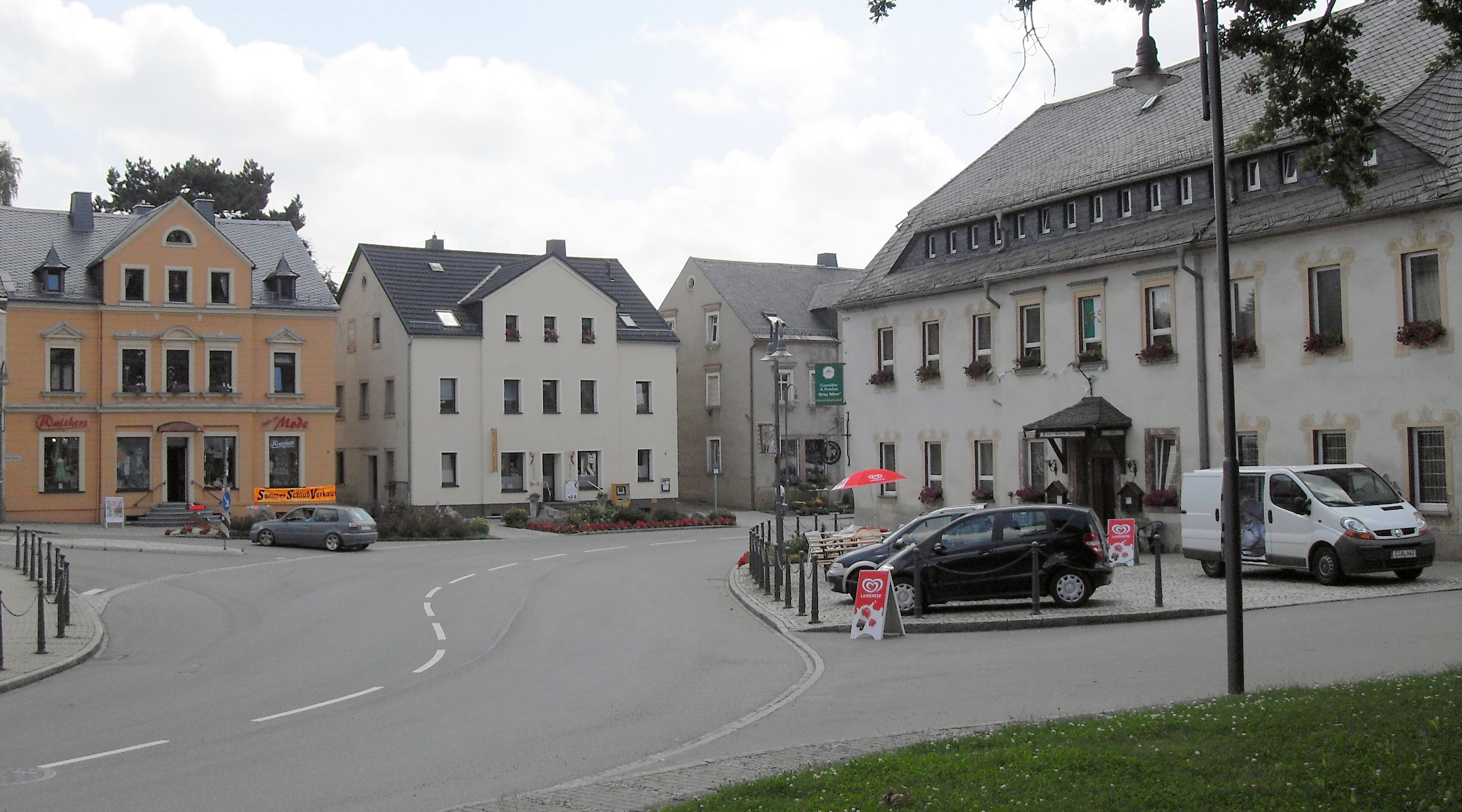
Albertplatz

Die Schuhfabrik VEB Schuhfabrik „Kranich“ (Teil des Kombinats Schuhe), der VEB „Planet“ Wäschekonfektion (Kombinat Baumwolle) und der VEB Küchenmöbel „Ratiomat“ (Möbelkombinat Dresden-Hellerau) waren die drei großen Betriebe in Eppendorf, die das Bild des Ortes zu DDR-Zeiten bis Anfang der 1990er Jahre bestimmten.
1995 übernahm Ursula Pfeiler einen kleinen Teil der „Planet“ Wäschekonfektion und führte ihn als Pfeiler Wäschetradition OHG weiter. Seit die Unternehmerin in den Ruhestand ging, wird die Firma als Pfeiler Wäsche Manufaktur GmbH seit 2007 von Christoph Hagedorn geleitet.
Heute ist die Wirtschaft in Eppendorf klein- und mittelständisch strukturiert.

### Einwohnerentwicklung
| Jahr      | 1982  | 1986  | 1990  | 1994  | 1998  | 2002  | 2006  | 2010  | 2012  | 2013  | 2017  | 2018  |
| --------- | ----- | ----- | ----- | ----- | ----- | ----- | ----- | ----- | ----- | ----- | ----- | ----- |
| Einwohner | 5.916 | 5.817 | 5.551 | 5.270 | 5.068 | 4.863 | 4.721 | 4.538 | 4.360 | 4.329 | 4.140 | 4.089 |

Die Einwohnerzahlen beziehen sich auf den 31. Dezember des voranstehenden Jahres mit Gebietsstand Januar 2007 (Quelle: Statistisches Landesamt des Freistaates Sachsen)

## Politik

### Gemeinderat
Seit der Gemeinderatswahl am 9. Juni 2024 verteilen sich die 13 Sitze des Gemeinderates folgendermaßen auf die einzelnen Gruppierungen:
- Freie Wähler Mittelsachsen e. V.: 5 Sitze
- CDU: 4 Sitze
- SPD: 2 Sitze
- AfD: 2 Sitze (ein Sitz bleibt mangels Kandidaten unbesetzt)

| Gemeinderat ab 2024Insgesamt 13 Sitze - SPD: 2 - FW: 5 - CDU: 4 - AfD: 2 Die AfD kann einen Sitz nicht besetzen. Der Gemeinderat verkleinert sich entsprechend. | Liste                            | 2024   | 2024   | 2019   | 2019   | 2014   | 2014   |
| Gemeinderat ab 2024Insgesamt 13 Sitze - SPD: 2 - FW: 5 - CDU: 4 - AfD: 2 Die AfD kann einen Sitz nicht besetzen. Der Gemeinderat verkleinert sich entsprechend. | Liste                            | Sitze  | in %   | Sitze  | in %   | Sitze  | in %   |
| Gemeinderat ab 2024Insgesamt 13 Sitze - SPD: 2 - FW: 5 - CDU: 4 - AfD: 2 Die AfD kann einen Sitz nicht besetzen. Der Gemeinderat verkleinert sich entsprechend. | Freie Wähler Mittelsachsen e. V. | 5      | 36,7   | 6      | 35,2   | 1      | 12,8   |
| Gemeinderat ab 2024Insgesamt 13 Sitze - SPD: 2 - FW: 5 - CDU: 4 - AfD: 2 Die AfD kann einen Sitz nicht besetzen. Der Gemeinderat verkleinert sich entsprechend. | CDU                              | 4      | 28,1   | 4      | 26,0   | 9      | 62,7   |
| Gemeinderat ab 2024Insgesamt 13 Sitze - SPD: 2 - FW: 5 - CDU: 4 - AfD: 2 Die AfD kann einen Sitz nicht besetzen. Der Gemeinderat verkleinert sich entsprechend. | AfD                              | 2      | 19,6   | 2      | 16,1   | –      | –      |
| Gemeinderat ab 2024Insgesamt 13 Sitze - SPD: 2 - FW: 5 - CDU: 4 - AfD: 2 Die AfD kann einen Sitz nicht besetzen. Der Gemeinderat verkleinert sich entsprechend. | SPD                              | 2      | 12,7   | 2      | 16,8   | 2      | 13,6   |
| Gemeinderat ab 2024Insgesamt 13 Sitze - SPD: 2 - FW: 5 - CDU: 4 - AfD: 2 Die AfD kann einen Sitz nicht besetzen. Der Gemeinderat verkleinert sich entsprechend. | Linke                            | –      | 2,1    | –      | 4,0    | 1      | 7,2    |
| Gemeinderat ab 2024Insgesamt 13 Sitze - SPD: 2 - FW: 5 - CDU: 4 - AfD: 2 Die AfD kann einen Sitz nicht besetzen. Der Gemeinderat verkleinert sich entsprechend. | Grüne                            | –      | 0,8    | –      | 1,8    | –      | –      |
| Gemeinderat ab 2024Insgesamt 13 Sitze - SPD: 2 - FW: 5 - CDU: 4 - AfD: 2 Die AfD kann einen Sitz nicht besetzen. Der Gemeinderat verkleinert sich entsprechend. | FDP                              | –      | –      | –      | –      | –      | 3,7    |
| Gemeinderat ab 2024Insgesamt 13 Sitze - SPD: 2 - FW: 5 - CDU: 4 - AfD: 2 Die AfD kann einen Sitz nicht besetzen. Der Gemeinderat verkleinert sich entsprechend. | Wahlbeteiligung                  | 69,6 % | 69,6 % | 66,6 % | 66,6 % | 54,0 % | 54,0 % |

### Bürgermeister
Bürgermeister ist seit 2015 Axel Röthling (SPD).
| Wahl | Bürgermeister  | Vorschlag | Wahlergebnis (in %) |
| ---- | -------------- | --------- | ------------------- |
| 2022 | Axel Röthling  | SPD       | 81,4                |
| 2015 | Axel Röthling  | SPD       | 62,6                |
| 2008 | Helmut Schulze | CDU       | 97,1                |
| 2001 | Helmut Schulze | CDU       | 55,9                |

### Wappen
Das Eppendorfer Wappen setzt sich aus den drei alten Wappen der Teilorte Eppendorf (Kranich), Kleinhartmannsdorf (Hand) sowie Großwaltersdorf (Ross) zusammen.
Blasonierung: „In einem erniedrigten und im stumpfen Winkel auslaufenden Deichselschnitt geteilt; oben in Blau ein silberner Kranich, mit seinem rechten Fuß einen silbernen Stein haltend; vorn unten in Grün eine aus dem vorderen Schildrand wachsende silberne Rechthand, einen kleinen silbernen Tisch haltend; hinten in Gold aus dem hinteren Schildrand wachsendes schreitendes schwarzes Ross.“
Das Wappen wird nach Beschluss des Gemeinderates vom 11. Juni 2002 im Dienstsiegel geführt. Der Entwurf des Wappens stammt von Gerhard Bieber, Dipl.-Designer. Vorangegangen war eine Befürwortung des Sächsischen Hauptstaatsarchivs im Mai 2002.
Das alte Gemeindewappen Eppendorfs zeigt einen Kranich, der einen Stein in der erhobenen Kralle hält. Dieses Symbol besagt, dass der Stein bei nachlassender Wachsamkeit auf die Krallen des anderen Fußes fällt. Der Kranich ist seit 1814 im Gemeindesiegel bezeugt.

### Gemeindepartnerschaften
Eppendorf pflegt seit dem 12. September 1990 eine Partnerschaft mit der Stadt Lohmar in Nordrhein-Westfalen. Diese wurde um die Lohmarer Partnergemeinden Frouard und Pompey in Lothringen erweitert; die beiden französischen Gemeinden nahe Nancy verbindet eine Brücke über die Mosel. Am 20. November 1999 wurde ein Partnerschaftsvertrag zwischen dem Ortsteil Kleinhartmannsdorf und der tschechischen Gemeinde Malkov am Fuß des Erzgebirges unterzeichnet.

## Kultur und Sehenswürdigkeiten
- siehe auch: Liste der Kulturdenkmale in Eppendorf

Die Kirche in Eppendorf wurde 1865 geweiht. Sie entstand nach Plänen des Architekten Christian Friedrich Arnold und gilt als eine der größten Dorfkirchen Sachsens.

Pfarrkirche Eppendorf
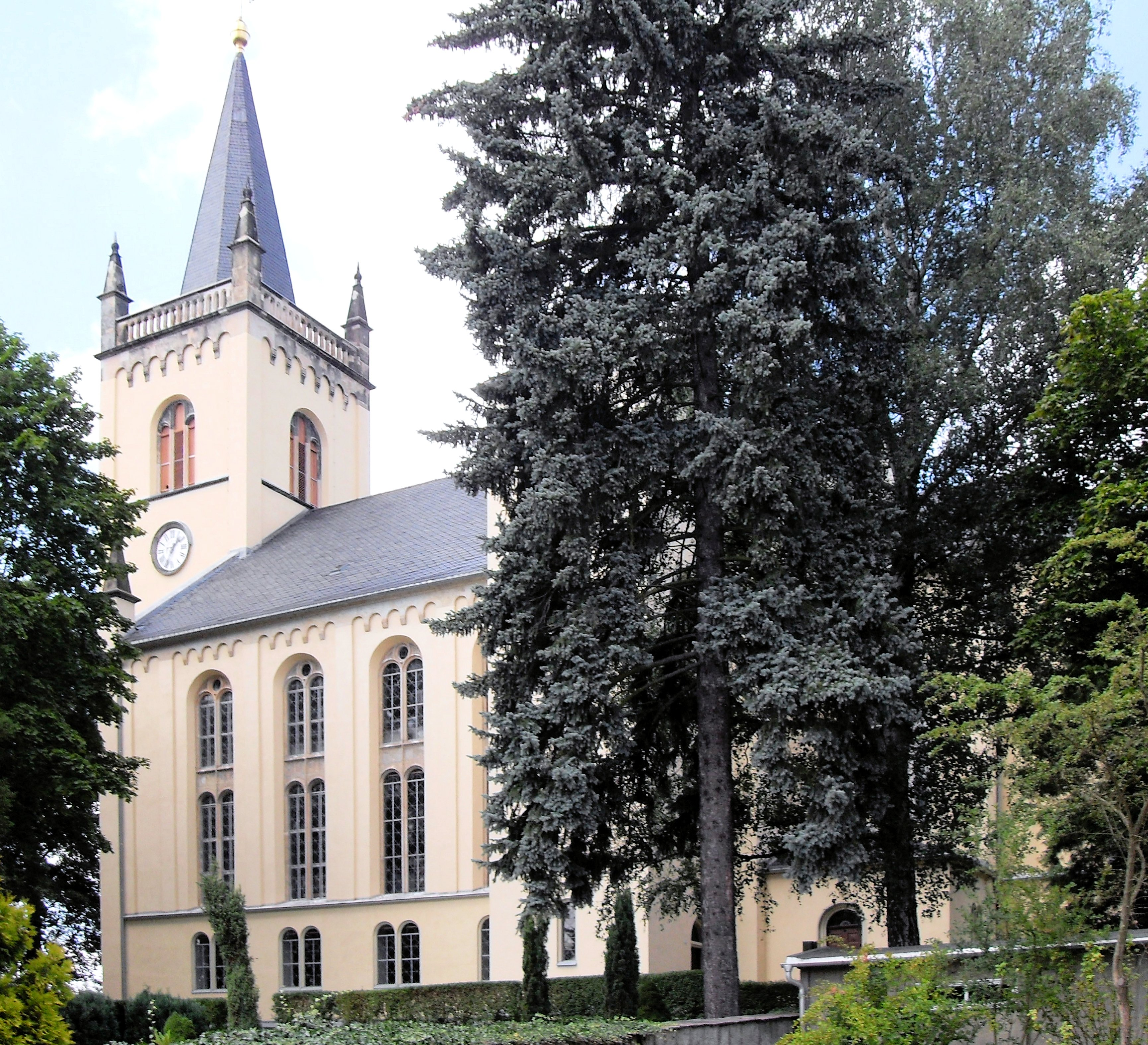
Südostseite
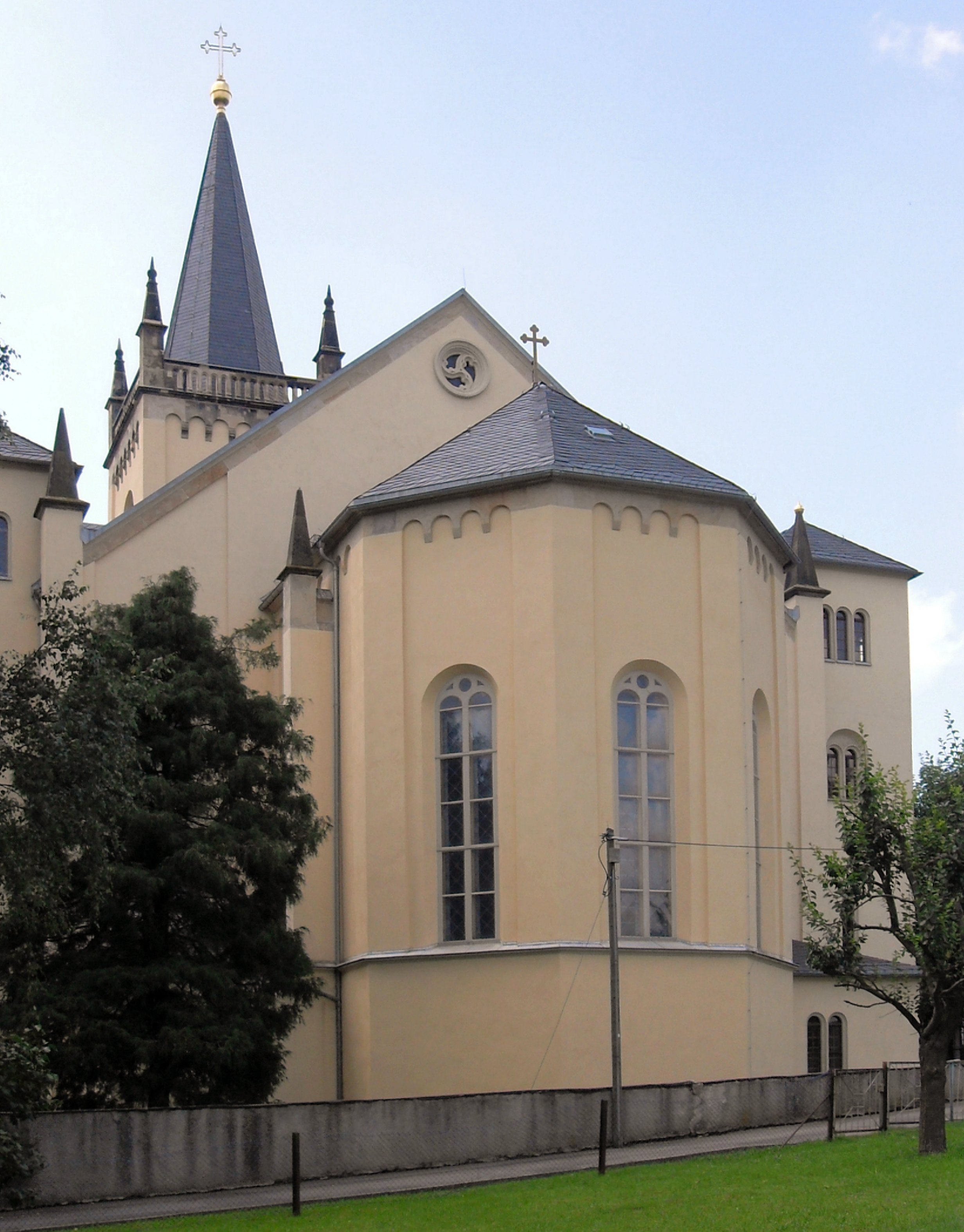
Nordostseite
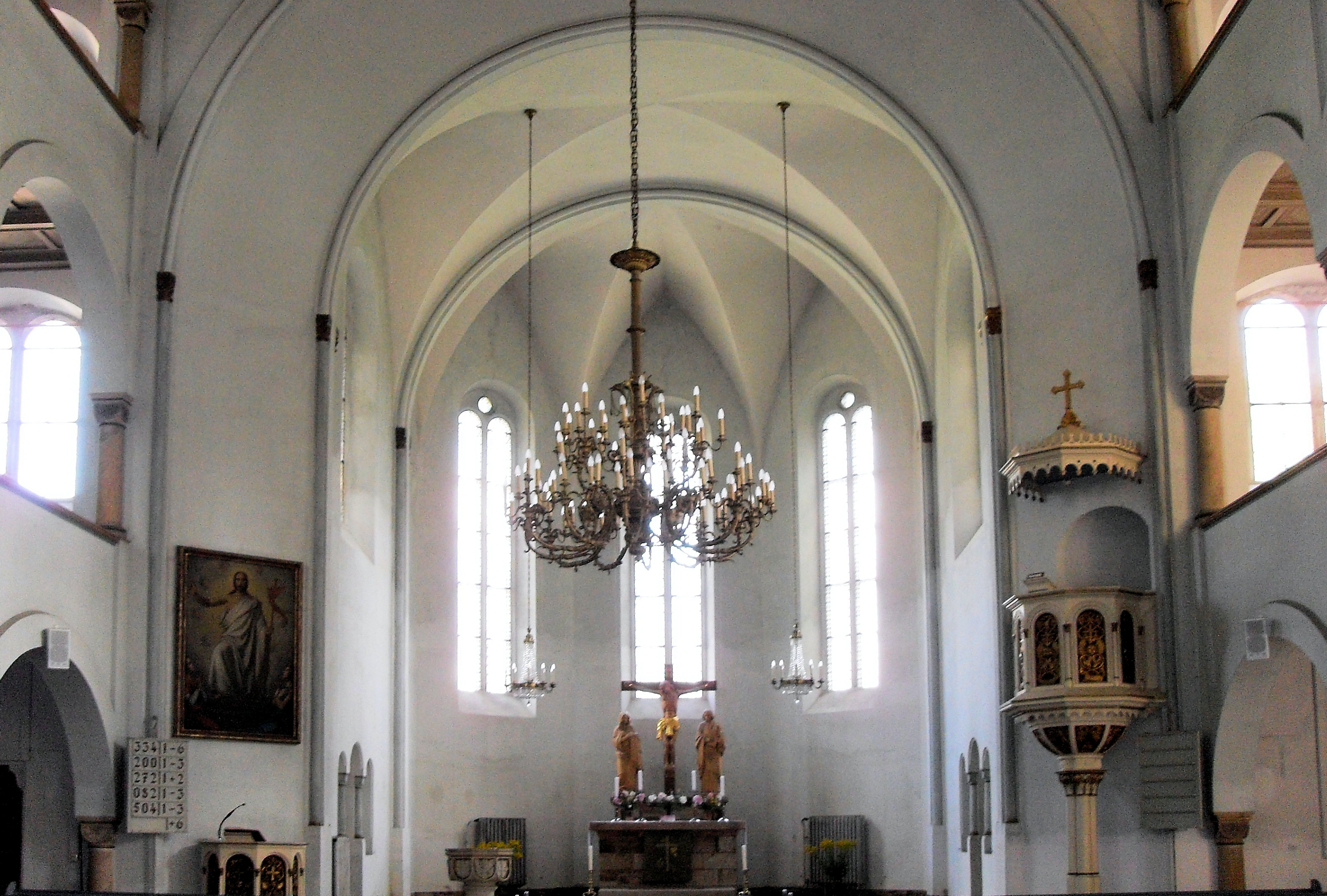
Altar
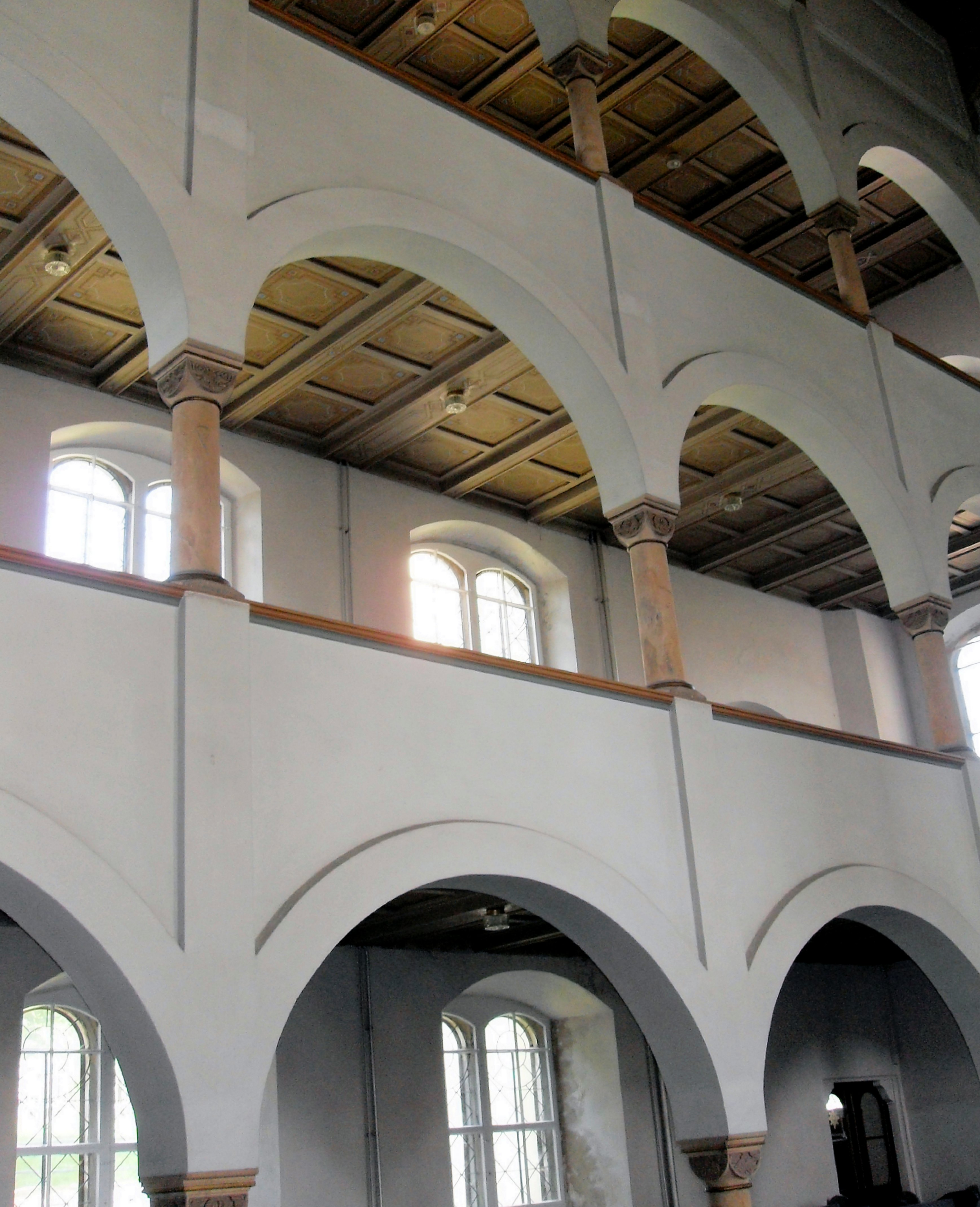
Emporen

## Wirtschaft und Infrastruktur
Neben kleineren Landwirtschafts-, Handels- und Handwerksbetrieben spielt der Tourismus eine zunehmende Rolle im Wirtschaftsgefüge der Gemeinde (zwei Hotels, Ferienhäuser und Pensionen). Am südlichen Ortsausgang von Eppendorf wurde das Gewerbegebiet Reifländer Straße ausgewiesen.
Eppendorf ist Standort einer Grundschule sowie einer Oberschule.

### Verkehrsanbindung

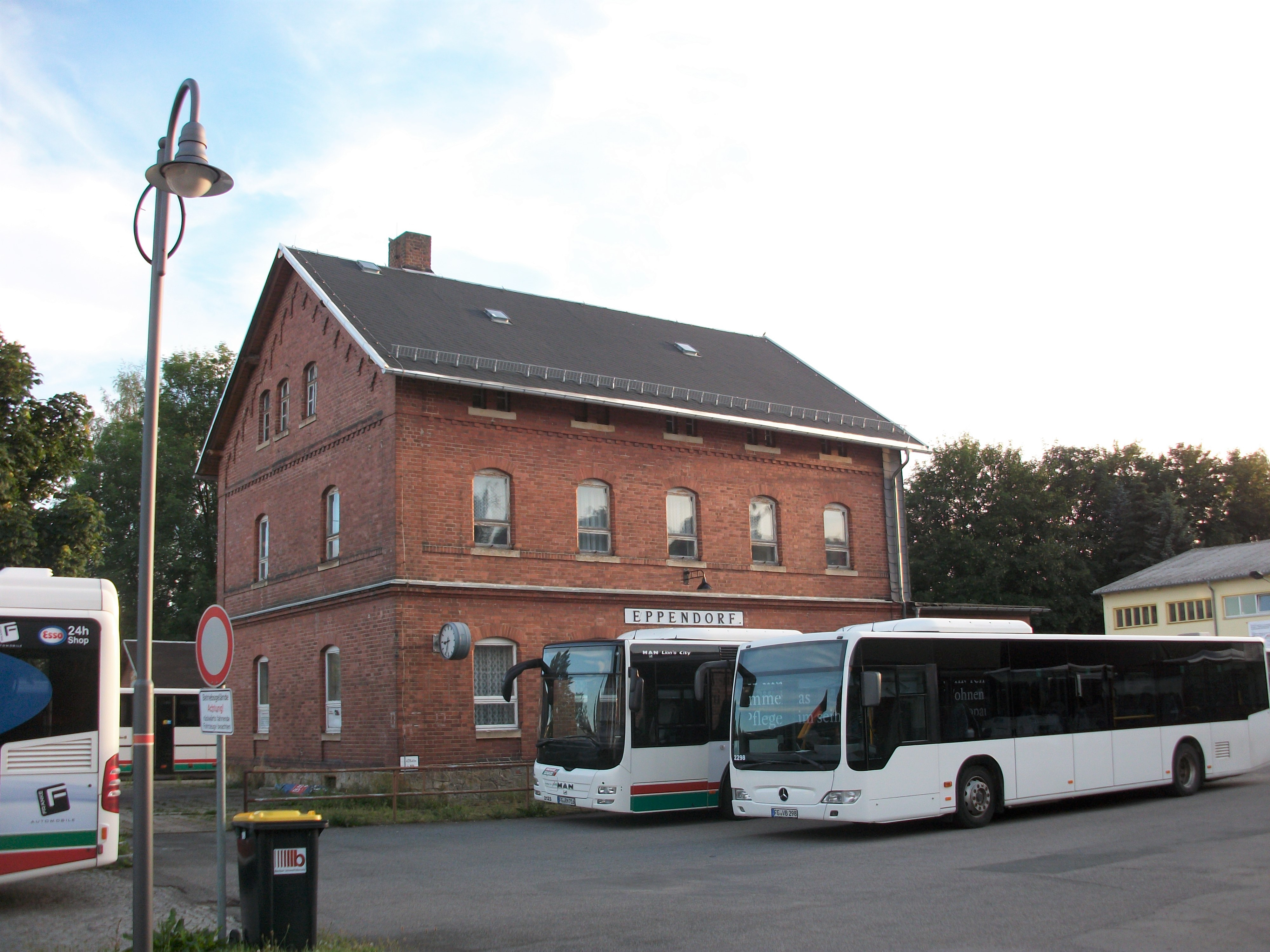
Bahnhof Eppendorf, Empfangsgebäude Gleisseite (2016)

Eppendorf liegt am Schnittpunkt mehrerer Staatsstraßen, wodurch die nächstgelegenen Bundesstraßen 101, 173, 174 und 180 in einer Entfernung von maximal 10 Kilometern zu erreichen sind.
Zur Bundesautobahn 4 gelangt man über die Anschlussstellen Oberlichtenau, Frankenberg, Hainichen oder Siebenlehn.
Direkte Verkehrsverbindungen per Bus bestehen praktisch in alle Richtungen, zum Beispiel nach Zschopau, Augustusburg, Flöha, Chemnitz, Oederan, Brand-Erbisdorf und Freiberg.
Eppendorf besaß von 1893 bis 1967 einen Bahnhof an der Schmalspurbahn Hetzdorf–Eppendorf–Großwaltersdorf. Nach deren Stilllegung befindet sich der nächste Bahnhof etwa acht Kilometer entfernt an der Flöhatalbahn (Bahnhof Grünhainichen-Borstendorf).

## Persönlichkeiten
- Theodor Christlieb Reinhold (1682–1755), Komponist und Dresdner Kreuzkantor
- Christoph Saxe (1714–1806), Historiker und Professor an der Universität Utrecht
- Hermann Wolf (1861–1939), in Großwaltersdorf geborener Lehrer und Pionier der Naturheilbewegung
- Arthur Klinke (1887–1942), Schachkomponist
- Gotthardt Wolf (1887–1947), Kameramann
- Horst Weiße (1919–1993), Holzschnitzer, Bildhauer und Lyriker
- Heiner Müller (1929–1995), Schriftsteller, Intendant und Regisseur
- Ingeborg Göthel (* 1931), Koreanistin
- Klaus Halser (* 1942), Motorsportler

### Ehrenbürger
- Manfred Wünsche (1928–2015), Ortschronist